# Abito da sera

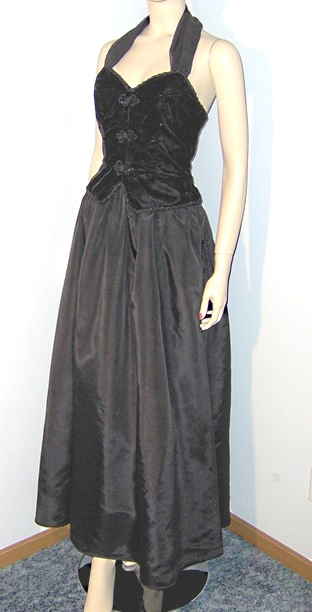
Un abito da sera su un manichino.

Un abito da sera è un vestito femminile lungo ed indossato in occasioni formali e cerimonie. La sua lunghezza può variare da poco sopra le caviglie in giu, oppure possono essere a palloncino tessuti con cui vengono realizzata sono normalmente fra i più pregiati, quindi chiffon, velluto, satin o seta.
È considerato il corrispettivo femminile allo smoking maschile.